# 和寒站
和寒站（日语：／ Wassamu eki */?）是北海道旅客鐵道宗谷本線沿線車站之一，位於北海道上川郡和寒町字北町。本站是和寒町的主車站，亦是特急列車「宗谷」的其中一個車站。

## 歷史
- 1899年（明治32年）11月15日 - 北海道官設鐵道（日语：北海道官設鉄道）之車站啟用。
- 1905年（明治38年）4月1日 - 由日本國有鐵道接管。
- 1982年（昭和43年）11月15日 - 廢止貨物裝卸。
- 1984年（昭和57年）2月1日 - 取消行李處理。
- 1986年（昭和61年）11月1日 - 成為無人站。
- 1987年（昭和62年）4月1日 - 正式民營化並進行分割，車站劃歸由JR北海道繼承。
- 1988年（昭和63年）11月28日 - 車站大堂改建。

## 車站構造
- 由島式月台和側式月台構成，共2面3線。
- 原國有鐵道的木造車站大堂拆卸後，新的車站大堂位於車站西面。
- 無人站，設有自動售票機。

## 車站周邊
- 國道40號
- 道央自動車道和寒IC
- 和寒町役場
- 士別警署（日语：士別警察署）和寒分所
- 和寒郵局
- 北星信用金庫（日语：北星信用金庫）和寒分店
- JA北響和寒基幹分所
- 北海道和寒高等學校（日语：北海道和寒高等学校）
- 和寒東山滑雪勝地
- 和寒南瓜王國
- 羅森便利店
- Seicomart
- 道北巴士（日语：道北バス）、和寒町營巴士「和寒」巴士站

## 相鄰車站
北海道旅客鐵道（JR北海道）
■宗谷本線
- 特急「宗谷」、「佐呂別」

旭川（W28）－和寒（W38）－士別（W42）
快速「名寄」・普通
比布（W34）－（一部分快速停靠蘭留站（W36）、鹽狩站（W37））－和寒（W38）－劍淵（W40）

## 外部連結
- （日語）JR北海道 – 和寒車站（页面存档备份，存于）
- （日語）全驛參觀之旅（页面存档备份，存于）